# Love Don't Cost a Thing
Love Don't Cost a Thing è il primo singolo di Jennifer Lopez estratto dal suo secondo album J. Lo del 2001.

## Descrizione
La Lopez ha eseguito il brano per la prima volta agli MTV Europe Music Awards nel novembre 2000. Il singolo è di sicuro uno dei più grandi successi mondiali della cantante, essendo riuscito a piazzarsi alle vette di oltre trentacinque paesi, anche nella sua versione spagnola "Amor Se Paga con Amor", presente nelle versioni spagnole e olandesi del disco. In Italia è stato al primo posto nella classifica dei singoli più venduti per una settimana. È stata anche la prima numero uno di Jennifer Lopez in Regno Unito.
Il testo del brano allude all'indiscriminato trattamento di ricchi e poveri con riferimento alle relazioni sessuali. Il video del brano ha ricevuto due nomination all'MTV Video Music Awards nel 2001: "miglior video femminile" e "miglior video dance". Il brano ha fatto da colonna sonora al film Prima o poi mi sposo che vede protagonista tra l'altro la stessa Jennifer Lopez.

## Video musicale

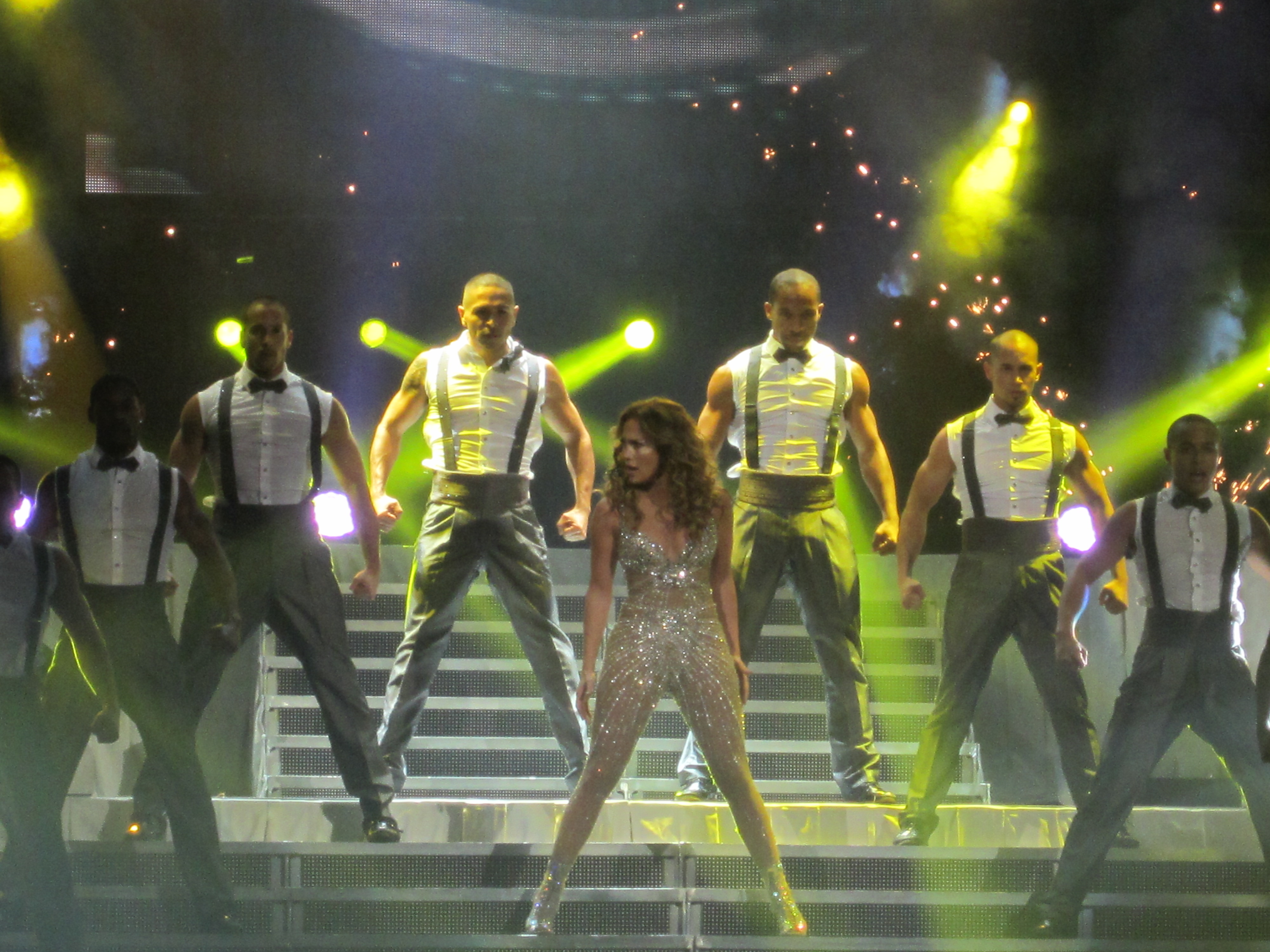
Jennifer Lopez canta Love Don't Cost a Thing durante il Dance Again Tour.

Il video (il terzo della cantante diretto da Paul Hunter) comincia con la Lopez al telefono con il fidanzato. Lui le dice che non potrà raggiungerla e le chiede se ha ricevuto il braccialetto che le ha spedito. Lei dice di sì, ma aggiunge che avrebbe preferito avere lui anziché un regalo. Dopo aver riagganciato la cantante sale a bordo di un'automobile decappottabile e comincia a guidare. Ad un tratto l'auto si ferma e la Lopez scende. Mentre cammina la cantante si spoglia del cappotto, degli occhiali e di tutti i gioielli. Poi trova in tasca una cartolina con la scritta "wish you were here" ("vorrei fossi qui"). La cartolina raffigura la Lopez e i suoi ballerini, che improvvisamente si animano, quando la telecamera zooma sull'immagine, e cominciano la propria coreografia. Fra i ballerini si può riconoscere anche Cris Judd, ex-marito della cantante. La scena si sposta nuovamente sulla Lopez che straccia la cartolina, si spoglia completamente, coprendosi il seno con le mani e corre verso la spiaggia. Per tutto il video vengono mostrate altre sequenze in cui la cantante è sulla spiaggia con indosso un costume dorato, mentre gioca con la sabbia e con l'acqua.

## Tracce
CD single
1. Love Don't Cost a Thing (HQ2 Club Vocal Mix)
2. Love Don't Cost a Thing (Main Rap #1 featuring P. Diddy)
3. Love Don't Cost a Thing (RJ Schoolyard Mix featuring Fat Joe)
4. Love Don't Cost a Thing (Full Intention Club Mix)
5. Let's Get Loud (Kung Pow Club Mix)

Australian CD single
1. Love Don't Cost a Thing
2. On the 6 Megamix (If You Had My Love/Waiting for Tonight/Let's Get Loud)
3. Love Don't Cost a Thing (RJ Schoolyard Mix featuring Fat Joe)

UK enhanced CD single
1. Love Don't Cost a Thing
2. Love Don't Cost a Thing (Full Intention Club Mix)
3. On the 6' Megamix (If You Had My Love/Waiting for Tonight/Let's Get Loud)
4. Love Don't Cost a Thing (Video)

## Classifiche
| Classifica (2001) | Posizione massima |
| ----------------- | ----------------- |
| Australia         | 4                 |
| Austria           | 11                |
| Belgio (Fiandre)  | 7                 |
| Belgio (Vallonia) | 2                 |
| Canada            | 1                 |
| Danimarca         | 4                 |
| Finlandia         | 1                 |
| Francia           | 5                 |
| Germania          | 6                 |
| Irlanda           | 4                 |
| Italia            | 1                 |
| Nuova Zelanda     | 1                 |
| Norvegia          | 3                 |
| Paesi Bassi       | 1                 |
| Svezia            | 3                 |
| Svizzera          | 2                 |
| Regno Unito       | 1                 |
| Stati Uniti       | 3                 |
| Ungheria          | 8                 |

### Classifiche di fine anno
| Classifica (2001) | Posizione |
| ----------------- | --------- |
| Australia         | 61        |
| Stati Uniti       | 26        |